# الليدي آن بلنت
الليدي آن بْلَنْت مستكشفة إنجليزية زارت منطقة حائل في العصر الذهبي لدولة آل رشيد إبان حكم محمد العبدالله الرشيد عام 1879م، ووضعت كتابا عن رحلتها بعنوان رحلة إلى بلاد نجد كان معظمه مخصصا لمنطقة حائل ومحطات رحلتها التي مرت بها.
وهي حفيدة الشاعر الإنجليزي الشهير «بيرون». وتعتبر هذه المستكشفة من أهم من زاروا المنطقة على امتداد تاريخها نظراً للكتاب الذي كتبت فيه مشاهداتها منذ بدء رحلتها نحو حائل، قادمة من الجوف عبر صحراء النفود الكبير، وكتبت فيه الكثير عن أوضاع المنطقة سياسيا واقتصاديا وعسكريا وثقافيا، لا سيما وأن زيارتها كانت إبان حكم الأمير محمد العبدالله الرشيد، والذي تعتبر فترة حكمه (العهد الذهبي) لدولة آل رشيد في حائل إذ وصلت حدوده شمالاً إلى ما دون دمشق بـ 60 ميل، كما تروي الرحالة !
آن بلنت، أَسَمَّت كتابها (رحلة إلى بلاد نجد)، وقسمته إلى ثلاثة أجزاء، الأول يحكي عن طريق الرحلة من الجوف إلى حائل عبر الصحراء، والثاني يتحدث عن مدينة حائل نفسها، فيما خصصت الجزء الثالث للحديث عن سلالات الخيول الأصيلة الموجودة في حائل. وقد ساعد على ترجمة الكتاب إلى العربية العلامة حمد الجاسر قبل نحو أربعة عقود، من خلال دار اليمامة للبحث والترجمة والنشر،
وفيما يلي مقتطفات مما قالته عن حائل:
- إن عظمة ابن سعود والسلفيين الآن، شيء يتعلق بالماضي، ومحمد بن رشيد أقوى حاكم في جزيرة العرب (6 يناير 1879) [بحاجة لمصدر].
- إننا نسمع تقريرا ساحراً عن نجد، على الأقل عن الجزء الشمالي منه، يمكنك أن تسافر في أي مكان، من الجوف إلى القصيم بدون حراسة. إن الطرق آمنة في كل مكان.
- دواس، (نائب حاكم ابن رشيد في الجوف)، امرؤ ينتزع الحب، وجميع جنوده لطفاء وفضلاء للغاية. إنهم مجموعة من الناس تثير البهجة، وإنهم ليتكلمون معنا بصراحة، في السياسة وكل شيء. إنهم يؤكدون أن ابن رشيد (في حائل) سيسر لرؤيتنا.
- جبة، من أغرب الأماكن في العالم، ومن أجملها. إنها إحدى مباهج النفود.
- (في الطريق من جبة إلى حائل) صعدنا إلى قمة إحدى التلال لنرى الجهات المحيطة بنا من البلاد، ولعلها تقصد بالتلال نفود السيف أو تلال السيف التي تتواجد بين جبة وحائل... وتكمل قائله، هناك سلسلة طويلة من الجبال الرائعة، تمتد بعيداً إلى الشرق والغرب، وتذكر الإنسان بـ (سييرا جوداراما) في أسبانيا.
- صرّح (ولفرد: زوج الكاتبة) أنه سيموت سعيداً الآن، حتى لو قطعت رؤوسنا في حائل، وإنها لقاعدة مطردة ومفضلة لديه أن كل مكان هو مثل أي مكان آخر تماماً، إلا جبل شمر فلا شيء يشبهه، على الأقل فيما شاهدت في هذا العالم.
- كان المنظر من أمامنا جميلاً يفوق الوصف، سهل كامل الاستواء، يتدرج في الارتفاع، ومنه تنبثق هذه الصخور والتلال كجزائر، ومن ورائه الجبال القرمزية اللون قريبة منا الآن، ذات طرف منيف كان هادينا لعدة أيام، تشمخ على الجميع. إن معالم جبل شمر لها روعة غريبة، ترتفع مكونة ذرى وقبابا، تاركة هنا وهناك كوة تستطيع من خلالها أن ترى السماء، أو صفاة عجيبة جاثمة وكأنها صخرة تتدحرج على خط السماء.
- لن أنسى الانطباع الذي أخذني حين دخلت المدينة من نظافة الجدران والشوارع الخارقة للعادة، والذي يكاد يعطي جواً خيالياً.
- للأمير (محمد العبد الله الرشيد) وجه غريب، ملامحه أعادت إلى ذاكرتنا صورة «ريتشارد الثالث» وجه نحيل، ووجنات شاحبة غائرة، وشفتان دقيقتان، مع تعبير عن الألم، إلا حينما يبتسم، ولحية سوداء خفيفة وحاجبان معقودان أسودان، وعينان رائعتان عميقتان ونفاذتان كعيني صقر... بدا الأمير متميزا في مظهره، وكل جزء منه يعبر عن ملك.
- كانت قدور القصر وأوانيه (قصر برزان) هائلة، هناك سبعة قدور يتسع كل منها لثلاث جمال، وعدد منها كانت في حالة استعمال، إذ يستقبل ابن رشيد يوميا ما لا يقل عن 200 ضيف وقائمة الطعام اليومي 40 خروفا أو 7 جمال، وكل غريب في حائل له محله على مائدة ابن رشيد.
- لقد وجدنا في حائل لعبة (التلفونات) يلعبها العبيد في القصر، وقد كانت في العام الماضي بدعة جديدة في أوروبا، وهو أمر فريد أن تجد اختراعا حديثا كهذا قد وصل إلى حائل.

«تعني بلعبة التلفونات، اللعبة التي يشترك فيها أكثر من شخص ويتناقلون من خلالها عبارة معينة يهمس بها كل واحد في أذن الثاني، ويرون إن كانت العبارة التي وصلت إلى الشخص الأخير، هي ذاتها التي قالها الشخص الأول أم لا».
- إن الدستور السياسي لجبل شمر عجيب للغاية، ليس فقط من حيث أنه غير مألوف لنا في أوروبا، بل ربما كان فريدا، حتى في آسيا، وفي الحقيقة يبدو أنه يمثل شكلاً قديما من اشكال الحكومة، خاص بالبلدة.
- إنها لغرابة مفاجئة يقابلها المسافر الجديد، أن يسمع التعليقات التي يطلقها سكان حائل عن حكوماتهم، فمن المستحيل أن تتحادث عشر دقائق مع أحد منهم دون أن يؤكد لك أن حكومة الأمير أحسن حكومة بالعالم.
- في حائل يعيش الأمير في أبهة، وله حرس خاص مكوّن من 800 أو 1000 رجل لهم نوع من الزي الموحد، أثواب بنية وغتر حمراء، ومسلحون بسيوف مقابضها من الفضة.
- عرب نجد، عنصر فريد في اعتداله، وقلما يدخلون في شغب أو تعكير لصفو الأمن، فإن ثار نزاع بين مواطنين فإنه يسوّى في الحال بتدخل الجيران، ومبدا المشاغبة والعنف المعروف في المدن الأوروبية غير معروف في حائل، وحينما لا تسوّى الخصومات بتدخل الأصدقاء، فإن المتنازعين يذهبون بقضاياهم إلى الأمير، وهو يصدر قراره فيها في محكمة مفتوحة، وكلمته نهائية.
- يخيل لي أن قانون القرآن، ولو أنه يشار إليه، إلا أنه ليس القاعدة الرئيسية في قرارات الأمير.
- مواطنو جبل شمر ليس لهم ما نسميه بالحقوق الدستورية، فليس ثمة جهاز منهم لتأكيد سلطتهم، غير أنه من المحتمل أن ليس هناك مجتمع ما، يُمارس فيه الشعور الشعبي نفوذا على الحكومة أقوى مما في حائل.
- كان صباحاً لا يمكن للمرء أن يجد مثله إلا في حائل، فالجو مشرق ومنير إلى درجة لا يستطيع المرء أن يتصورها - مجرد تصور- في أوروبا، ويملأ النفس بمعنى للحياة مثل ذلك الذي يتذكر الإنسان أنه أحس به في الطفولة، ويملؤه رغبة في أن يصيح. والسماء كثيفة الزرقة، والتلال من أمامنا كأنما هي منحوتة من ياقوت أزرق، والسهل متجعد ومستوٍ كمنضدة بلياردو، يرتفع بلطف في اتجاهها.
- عقدة، هي بكل تأكيد من أغرب الأمكنة في العالم. ولست على حلّ في أن أقول أين تقع بالضبط، فقد أرسلنا الأمير لنراها على وعد الكتمان، ولو أني آمل ألا يتعرض ابن رشيد لخطر غزو أجنبي فلن أقدم مفتاحاً لأعداء محتملين، يكفي أن أقول أنها تقع في الجبال، في مركز ذي قوة طبيعية.[بحاجة لمصدر]

«عقدة، بلدة وسط جبال أجا، الدخول إليها يتم عبر منحنيات ضيقة وسط الجبال، وتحيط بها سلاسل جبلية ضخمة من ثلاث جهات، ولها مدخل ضيق محصّن. تبعد البلدة عن وسط المدينة مسافة 15 كلم تقريباً، وقد وصلها الآن التمدد السكني، وتعتبر حاليا واحدة من المزارات السياحية الممتازة».
- لو كنا في تركيا أو أي مكان آخر عدا حائل، لكان علينا أن ننفح الفارسين الذين ارسلهما معنا الأمير إلى عقدة، بسخاء، بعد رحلة من هذا النوع. أما في حائل فشيء من هذا القبيل لم يكن ليتوقع، وكان كل من هذين الشمريين بالغ الذكاء، حسن السلوك، وروحاهما تسموان على النقود. كانا يقومان بواجبهما نحو الأمير، وليس نحونا كغربيين، وقاما به متحمسين.